# عشت وشفت (مسرحية)
عشت وشفت مسرحية كويتية عُرضت سنة 1964 من تأليف سعد الفرج وإخراج حسين الصالح . عرضت على مسرح كيفان. 
تعتبر أول مسرحية كويتية يكتبها مؤلف وكاتب مسرحي من الكويت باللهجه المحلية والتي كتبت ايضا باللهجة المحلية .
يستذكر الفنان سعد الفرج مؤلف مسرحية (عشت وشفت) احداث وقعت بعد عرض المسرحية التي لاقت نجاحا بين الجمهور الكويتي وهي ترجمة المسرحية الى اللغة الانجليزية وعرضها في ولاية كنتاكي في الولايات المتحده الأمريكية عام 1978 وحصوله على المواطنة الفخرية.

## اتصال هاتفي مع الكاتب والمخرج المسرحي الاستاذبدر محارب

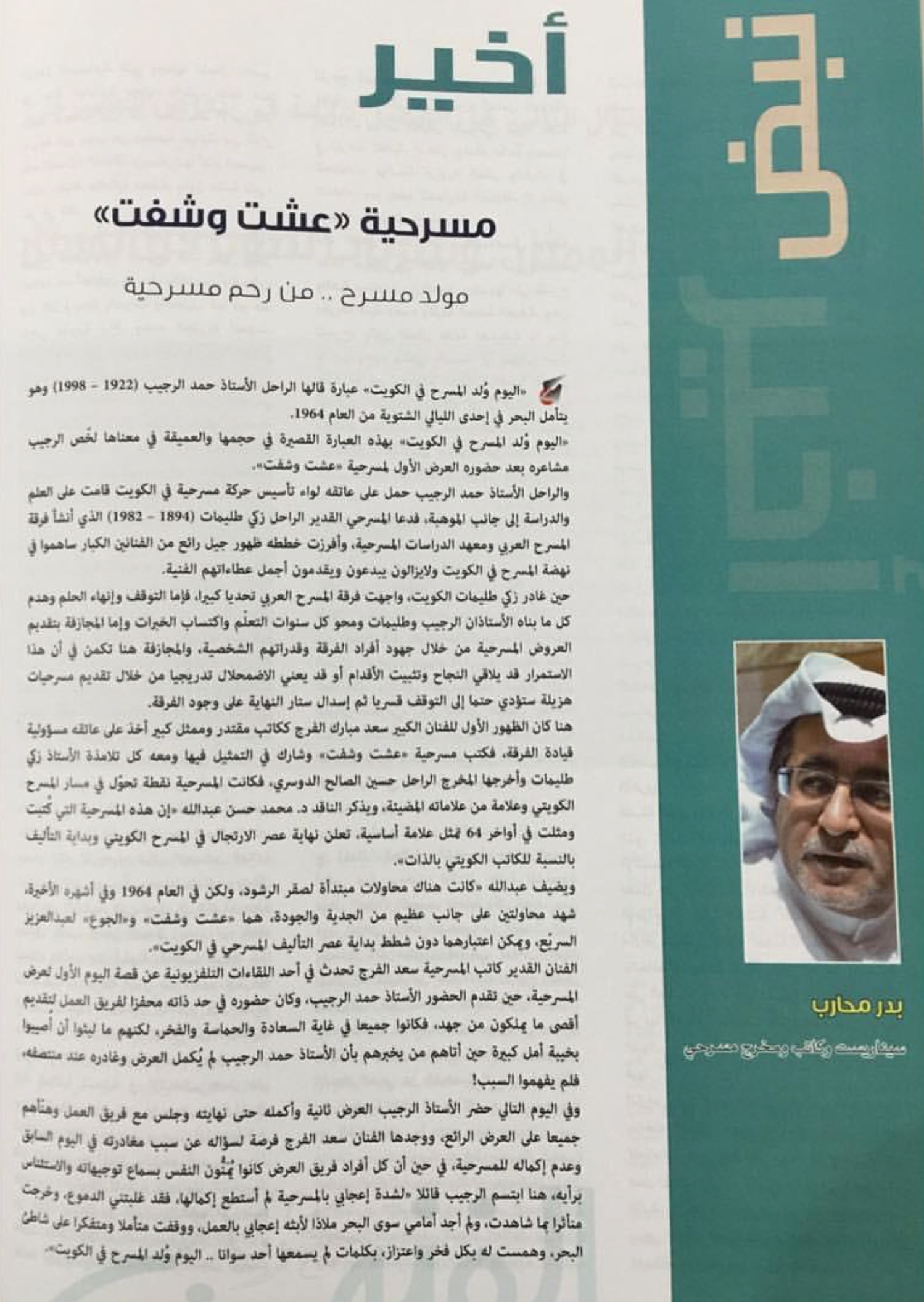

الذي قال هي اول مسرحية باللهجة المحلية لفرقة المسرح العربي التي أسسها الأستاذ زكي طليمات الذي قدم مع الفرقة مسرحيات باللغة العربيه الفصحى, وبعد رحيله الى مصر قدمت الفرقة هذه المسرحية من تأليف كويتي (سعد الفرج) واخراج كويتي (حسين الصالح الدوسري) وطاقم كويتي بالكامل , وكذلك ارسال مقالة مطولة للمسرحية مع تفاصيل جميلة كتبت في مجلة فنون على شكل صوره .

### مشروع طباعة المسرحيات
ذكرت الكاتبة فتحية الحداد في جريدة النهار عن نشر خبر في مجلة الهدف عن فكرة ومشروع طباعة المسرحيات المحلية والتي ستكون مسرحية عشت وشفت هي اول مسرحية تطبعها الوزارة والتي الى تاريخ هذه المقالة لم يرى المشروع النور وتكوين بداياته .

## مقابلة الدكتور فيصل بوصليب بروفيسور العلوم السياسية فيجامعة الكويت
قام الدكتور باستضافة الفنان سعد الفرج في برنامجه (دراسات) وتحدثوا عن كثير من الأمور الفنية والاجتماعية والسياسية فتطرقوا بالحديث الى ذكر مسرحية عشت وشفت مع ذكر معلومات من مؤلف المسرحية الفنان القدير سعد الفرج وذكر فيه عن موقف مع الأستاذ حمد رجيب الذي ترك المسرح اثناء العرض وذهب الى شاطيء البحر وقال كلمته المشهوره (الآن ولد المسرح في الكويت).

## القصة
تصور المسرحية قصة الصراع بين ثلاثة أجيال من البشر حول مفهوم التقدم يمثله الوالد أبو فلاح في الاستمساك بالقيم الموروثة والمجربة من قبلهم ويراه الثاني وهو ابن فلاح في مجاراة روح العصر والأخذ بالأسلوب الحديث في العيش حتى ليجبر زوجته «وضحة» على أن تلبس اللباس العصري وتفشي وإياه دور السينما، ويجده الابن الأصغر سالم في تلقي العلوم الحديثة.

## طاقم العمل
- سعد الفرج
- خالد النفيسي
- غانم الصالح
- جوهر سالم
- عائشة إبراهيم
- علي البريكي
- مريم عبدالرزاق
- صالح حمد